# Parma Calcio 1913
Parma Calcio 1913 (prije Parma Football Club S.p.A.) je talijanski nogometni klub iz Parme. Trenutačno igra u Serie A.
Parma je osnovana 27. srpnja 1913., a tek ne toliko davne 1990. debitira u Serie A. Od tada pa sve negdje do 2000. Parma je osvajala mnoge trofeje od kojih dva puta Kup UEFA 1994. – 1995. i 1998. – 1999. Najveći uspjeh u Seriji A ostvaruje 1997. kada im je naslov izmaknuo za samo 2 boda u odnosu na Juventus. Skandal koji je potresao klub 2003. uzrokovao je mnoge financijske probleme, pa Parma 2008. ispada u Seriju B. Nakon sezone provedene u Seriji B Parma se vraća u prvu talijansku ligu s Barijem i Livornom.

## 1990. – 2000.
Dana 27. svibnja 1990. Parma po prvi put u povijesti ulazi u prvu talijansku nogometnu ligu i odmah ostvaruje vrlo dobre rezultate. Tijekom cijele sezone igraju na vrlo visokoj razini, a samo Juventus im nanosi težak poraz od 5:0. Pobjeđuju velike klubove kao što su Milan, Fiorentina i Roma, a na kraju sezone završavaju kao 6. s jednakim brojem bodova kao petoplasirani Torino. 
1991. – 1992. je još jedna uspješna sezona za Parmu kada osvajaju i talijanski kup. Protiv Juventusa prvu utakmicu gube 1:0, međutim u uzvratu slave 2:0 pogodcima Mellija i Ossija. U Seriji A završavju sedmi iza Sampdorie.  
Sezona 1992./93. je najbolja dosad kada Parma ostvaruje odlično 3. mjesto iza Intera i prvaka Milana. U Europi pobjeđuju u Kupu pobjednika kupova pobijedivši u finalu Belgijski Royal Antwerp s 3:1 na Wembleyu. 1994. kao pobjednici Kupa pobjednika kupova igraju protiv Milana, finalista Kupa Uefe, u finalu superkupa. U Parmi gube 1:0, ali uspijevaju na San Siru potopiti Milan u produžetcima rezultatom 2:0. Kroz cijelu sezonu igraju vrlo dobro i ostvaruju dvije visoke pobjede od 4:0 u gostima protiv Cagliarija i Genoe. U prvenstvu na kraju osvajaju 5. mjesto.
Godine 1995. Parma je opet pri vrhu, a vrhunac sezone je osvajanje Kupa Uefe kad još jednom pobjeđuju Juventus ukupnim rezultatom 2:1. U talijanskom prvenstvu Juventus je znatno uspješniji te on slavi ukupnim rezultartom od čak 7:1. Unatoč tome Parma završava kao treća s istim brojem bodova kao Lazio na drugom mijestu. Zbog ovako dobrih rezultata u Europi i u domaćem prvenstvu 1996. godine u Parmu dolaze velika imena poput Hernana Crespa, Gianfranca Zole, Dina Baggia i ostalih. Također i te sezone u Seriji A osvajaju šesto mjesto te se kvalificiraju u novu sezonu u Kupu Uefe. 
1996. – 1997. ostvaruju najbolji rezultat ikad u Seriji A, a to je 2. mjesto na kraju iza Juventusa za samo 2 boda. Te sezone ostvaruju i najviše pobjeda u sezoni – 18, a od toga 7 u gostima, a imena Luigi Appolloni, Dino Baggio, Gianluigi Buffon, Fabio Cannavaro, Stefano Fiore i Hernan Crespo i ostali tada su odvela Parmu do tako visokog plasmana. Sljedeće sezone 1998. Parma u svoje redove dovodi tri pojačanja, Brazilca Adailtona, Šveđanina Jespera Blomqvista i domaćeg igrača Simeone Baronea. Unatoč tome Parma ne uspijeva ponoviti prošlogodišnji uspjeh te završava sezonu na 6. mjestu s jednakim brojem bodova kao i Fiorentina. 
Godine 1999. Parma ponavlja uspjeh iz 1995. kada drugi put pobjeđuje u finalu Kupa Uefe ovaj put protiv Francuskog Marseillea. Strijelci su bili Crespo, Vanoli i Chiesa. Susret se igrao 12. svibnja 1999. godine pred čak 62.000 tisuće gledatelja. U domaćem prvenstvu u 5 utakmica postižu 4 ili više pogodaka i penju se do četvrtog mjesta na kraju. U sezoni 1999. – 2000. Parma dolazi do još jednog velikog uspjeha kada osvajaju talijanski superkup pobijedivši Milana na San Siru s 2:1. Na kraju sezone Parmu napušta Hernan Crespo i njegov sunarodnjak Ariel Ortega nakon 1 sezone provedene u klubu. 

## 2000. – 2012.
2000. – 2001. sezona je posljednja gdje Parma konkurira za neke bolje rezultate i u Seriji A i u Europi. Opet su u finalu Talijanskog kupa, ali zaustavlja ih Fiorentina pobjedom na stadionu Ennio Tardini 1:0 jer je kasnije u Firenci bilo 1:1. Serie A završavaju kao 4. Godine 2002. Parma je u nešto težoj situaciji nego prijašnjih godina i to rezultira samo 10. mjestom u Seriji A i prvi put ima negativnu gol-razliku na kraju sezone Serie A (43:47).
U veljači 2003. Parmu potresa najveći skandal u povijesti kada Fausto Tonna – direktor Parmalata obaviještava da je tvrtka u gubitku od nevjerojatnih, gotovo 4 milijarde Eura. To je ujedno i najveći Europski bankrot do sada. S druge strane, one nogometne, što se tiče Parme oni kako-tako i te sezone se održavaju pri vrhu točnije kao peti. U ljeto 2003., odmah na početku nove sezone Rumunj Adrian Mutu seli u Chelsea za 15,8 milijuna funti. Prodani su još Aimo Diana – Sampdoriji i Stephen Appiah – Juventusu. Unatoč svemu Parma je opet jako visoko na završetku sezone 2004. najviše zahvaljujući Albertu Gilardinu koji je postigao 23 pogotka u sezoni, samo 1 manje od Andryi Shevchenka.
Nakon davne 1952. u Seriji A opet je 20 klubova. To nikako ne odgovara Parmi jer kroz cijelu sezonu uspijeva ostvariti samo 10 pobjeda i tako se nalazi na niskom 18. mjestu. Međutim, Bologna, koja jedno mjesto ispred, ide u dodatne kvalifikacije za ostanak u Seriji A protiv Parme. Prvu utakmicu slavi Bologna pobjedom od 1:0, ali drugu gubi 2:0 i tako ispada u Seriju B. Najbolji strijelac je ponovo Alberto Gilardino s 23 pogotka, još jednom na drugom mjestu, ovaj put iza Cristiana Lucarellija. 2005. – 2006. talijansku nogometnu ligu potresa opet novi skandal oko namiještanja utakmica pojedinih klubova. Juventus kao prvak izbačen je u Serie B nakon što mu je oduzeto svih 91 osvojenih bodova. Milanu, Fiorentini i Laciju oduzeto je "samo" 30 bodova pa su zauzeli treće, deveto i šesnaesto mjesto umjesto drugog, četvrtog i šestog. Prvak je Inter ispred Rome za 7 bodova. U kvalifikacijama se neočekivano nalazi i Chievo Verona. Parma umjesto 10. završava na 7. mjestu što je vodi u Kup Uefa.
2006. – 2007. u redove Parme dolazi i jedan naš igrač. Riječ je o Igoru Budanu tek drugom Hrvatu nakon Marija Stanića koji je zaigrao za Parmu. Međutim, sama igra Parme te sezone bila je sve samo ne dobra. Jedna pobjeda u gostima i dosta neefikasan napad rezultiraju tek 12. mjestom na ljestvici i samo 3 boda od linije koja vodi u Serie B.
Sljedeća sezona 2007. – 2008. je najlošija otkad Parma igra u Seriji A. Ostvaruju samo 7 pobjeda, a jedino Livorno ima manje. U posljednjem 38. kolu, Catania se bori za
opstanak s Parmom. Inter i Roma se bore za sam vrh i igraju upravo protiv Parme i Catanie. Inter pobjeđuje Parmu s 2:0, a Roma i Catania remiziraju rezultatom 1:1. To je Interu dovoljno za novi naslov s prednošću ispred Rome za 3 boda. S druge strane Catania tako uspijeva zadržati prvoligaški status, a Parma će po prvi put u povijesti ispasti iz Serije A.
Sezona 2008. – 2009. za Parmu je bila sezona u kojoj bez problema odrađuju posao u Seriji B. Zajedno s Barijem daleko su najbolji, a poraz su doživjeli samo 4 puta. Nekoliko kola prije kraja, točnije 16. svibnja 2009. osiguravaju se na 2. mjestu i tako direktno opet pridružuju se najelitnijem natjecanju u Seriji A za sljedeću sezonu. U prvoj polovici 2009. – 2010. Parma igra odlično i nalazi se na visokom 4. mjestu u prvenstvu. Od 13. prosinca 2009. pa sve do 28. veljače 2010. Parma nije nikoga pobijedila te pada na 13. mjesto. Od tada Parma opet igra na vrhunskoj razini i u sljedećih 6 utakmica ostvaruje tri domaće pobjede od kojih se posebno ističe ona protiv Milana kada u 90. minuti Valeri Bojinov postiže pogodak za 1:0. U gostima su se zaredala 3 remija i tako Parma hvata priključak u gornjem dijelu tablice. Posljednjih 7 kola Parma pomalo iznenađuje vrlo dobrom igrom, a nakon dvije gostujuće pobjede od 3:2 protiv Juventusa i Napolija te 4:1 protiv Livorna u 38. kolu 19 sezonu u Seriji A završava na visokom 8. mjestu.
2010. – 2011. sezona počinje pobjedom protiv novog prvoligaša Brescie 2:0. Međutim u cijelosti gledajući sezonu u prvih tridesetak kola to je borba za opstanak. Nakon poraza kući od Barija 1:2 trener Marino Pascquale dobiva otkaz. Na njegovo mjesto dolazi Fraco Colomba. Od tada osim poraza od 2:0 protiv Lazia Parma posljednje 3 utakmice u Serie A pobjeđuje i ostvaruje nevjerojatnu gol-razliku 7:1. Sezonu 2011. – 2012. Parma započinje porazom od Juventusa 4:1 i to je prvi put u povijesti odkada je Parma u Seriji A da je poražena u prvom kolu. A nakon 12 kola Parma je i jedina momčad u sezoni bez ijedne nerješene utakmice, omjer je 5:0:7. Ali onda sljede 4 nerješene utakmice i od 13. kola pa sve do 22. samo su jednom poraženi i to rekordnim porazom od čak 5:0 protiv Intera u gostima. Onda je usljedio niz u kojem Parma nije nikoga uspjela pobijediti sve tamo do 30. kola kada su nadigrali Lazia s 3:1. Sljedeće 31. kolo gube od Udinesea istim rezultatom kao i što su pobijedili Lazia s 3:1. I onda sljedi najbolji niz u povijesti kluba: 7 utakmica zaredom pobjeđuju u Seriji A te tako penju se na visoko 8. mjesto na tabici i imaju jednaki broj bodova kao Roma – 56. Gol-razlika je 54:53.

## Poznati igrači
| Italija - Carlo Ancelotti (1977. – 1979.) - Luigi Apolloni (1993. – 1996.) - Dino Baggio (1994. – 2000.) - Marco Ballotta (1991. – 1994.) - Simone Barone (1997. – 2004.) - Antonio Benarrivo (1991. – 2004.) - Nicola Berti (1982. – 1985.) - Daniele Bonera (2002. – 2006.) - Luca Bucci (1986. – 1990, 1993. – 1997 i 2005. – 2008.) - Gianluigi Buffon (1995. – 2001.) - Fabio Cannavaro (1995. – 2002.) - Enrico Chiesa (1996. – 1999.) - Luca Cigarini (2005. – 2008.) - Massimo Crippa (1993. – 1998.) - Daniele Dessena (2004. – 2008.) - Alberto Di Chiara (1991. – 1996.) - Marco Di Vaio (1999. – 2002.) - Stefano Fiore (1996. – 1997.) - Diego Fuser (1998. – 2001.) - Alberto Gilardino (2002. – 2005.) - Filippo Inzaghi (1995. – 1996.) - Marco Marchionni (2001. – 2006.) - Alessandro Melli (1985. – 1994 i 1995. – 1997.) - Lorenzo Minotti (1987. – 1996.) - Francesco Modesto (2011. – 2012.) - Roberto Mussi (194. – 1987 i 1994. – 1999.) - Marco Osio (1987. – 1993.) - Christian Panucci (2009. – 2010.) - Graziano Pellè (2011. – 2013.) - Gabriele Pin (1983. – 1985 i 1992. – 1996.) - Fausto Pizzi - Giuseppe Rossi (2007.) - Gianfranco Zola (1993. – 1996.) - Daniele Zoratto (1988. – 1995.) Argentina - Matias Almeyda (2000. – 2002.) - Abel Balbo (1998. – 1999.) - Hernán Crespo (1996. – 2000 i 2010.) - Ariel Ortega (1999. – 2000.) - Roberto Néstor Sensini (1993. – 1999 i 2000. – 2002.) - Juan Sebastián Verón (1998. – 1999.) - Luciano Galletti (1999.) Australija - Mark Bresciano (2002. – 2006.) - Vince Grella (2002. – 2007.) Belgija - Georges Grün (1990. – 1994.) - Johan Walem (1999. – 2000.) Bjelorusija - Sergei Gurenko (2001. – 2002.) Bosna i Hercegovina - Zlatan Muslimović (2005. – 2006.) | Bugarska - Hristo Stoičkov (1995. – 1996.) Brazil - Adaílton (1997. – 1998.) - Adriano (2002. – 2004.) - Márcio Amoroso (1999. – 2001.) - Junior (1999. – 2005.) - Fábio Simplício (2004. – 2006.) - Cláudio Taffarel (1990. – 1993 i 2001. – 2002.) Kamerun - Patrick Mboma (1999. – 2001.) Kenija - McDonald Mariga (2007. – 2010. i 2012. – ) Kolumbija - Faustino Asprilla (1992. – 1996 i 1998. – 1999.) Hrvatska - Mario Stanić (1996. – 2000.) - Igor Budan (2006. – 2008.) - Anthony Šerić (2003. – 2004.) Francuska - Alain Boghossian (1998. – 2003.) - Sébastien Frey (2001. – 2005.) - Sabri Lamouchi (2000. – 2003.) - Johan Micoud (2000. – 2002.) - Lilian Thuram (1996. – 2001.) - Ousmane Dabo (1999. – 2000.) Gana - Stephen Appiah (2000. – 2003.) Japan - Hidetoshi Nakata (2001. – 2004.) Portugal - Sérgio Conceição (2000. – 2002.) - Fernando Couto (1994. – 1996 i 2005. – 2008.) - Paulo Sousa (2000.) Rumunjska - Adrian Mutu (2002. – 2003.) - Ianis Zicu (2004. – 2005.) San Marino - Marco Macina (1984. – 1985.) Senegal - Ferdinand Coly (2005. – 2008.) Slovačka - Juraj Kucka (2019. – ) Srbija - Savo Milošević (2000. – 2001.) Švedska - Tomas Brolin (1990. – 1995 i 1997.) - Jesper Blomqvist (1997. – 1998.) Turska - Hakan Şükür (2002.) |

## Klupski uspjesi

### Domaći uspjesi
Talijanski kup: 
- Osvajač (3): 1991./92., 1998./99., 2001./02.
- Finalist (2): 1994./95., 2000/01.

Talijanski Superkup: 
- Osvajač (1): 1999.

Serie A:
- Drugi (1): 1996./97.

Serie B:
- Prvak (1): 2023./24.

Serie C
- Prvak (4): 1953./54., 1972./73., 1983./84., 1985./86.

Serie D:
- Prvak (2): 1969./70., 2015./16.

### Europski uspjesi
Kup UEFA:
- Osvajač (2): 1994./95., 1998./99.

UEFA Superkup:
- Osvajač (1): 1993.

Kup pobjednika kupova:
- Osvajač (1): 1992./93.
- Finalist (1): 1993./94.

## Vanjske poveznice
- Službene stranice